# Віт Шостак
Віт Шостак (пол. Wit Szostak, при народженні Доброслав Кот пол. Dobrosław Kot, нар. 1976, Краків) — польський письменник-фантаст, філософ, музикознавець, доктор габілітований гуманітарних наук, ад'юнкт кафедри філософії Краківського економічного університету.

## Біографія
Доброслав Кот (справжнє ім'я письменника) народився у Кракові. Він є випускником Папської теологічної академії у Кракові. У 2008 році він отримав ступінь доктора філософії на філософському факультеті Ягеллонського університету. У 2017 році на філософському факультеті Папського університету Івана Павла ІІ у Кракові на підставі оцінки наукового доробку він отримав ступінь доктора габілітованого гуманітарних наук. Натепер Доброслав Кот працює ад'юнктом кафедри філософії Краківського економічного університету. Віт Шостак є членом товариства імені Юзефа Тішнера та шанувальником творчості Толкіна. Також він є знавцем народної польської музики, відвідує польські села, де записує ноти останніх сільських скрипалів.

## Літературна творчість
Літературну творчість Віт Шостак розпочав у 1999 році з публікації в журналі «Nowa Fantastyka» оповідання «Клопоти з блазнем» (пол. Kłopoty z błaznem). У 2003 році вийшов друком перший роман із його циклу «Дракогори» «Вихори Дракогір» (пол. Wichry Smoczogór). До цього ж циклу належать також роман «Пошарпані грані» (пол. Poszarpane granie) та збірка оповідань «Марудження ропухи» (пол. Ględźby Ropucha). Ці твори написані в суміші стилів магічного реалізму та фентезі, та засновані на оповідках, культурі та традиційній музиці гуралів. Визнання літературних критиків також отримала краківська трилогія Шостака, до якої відносяться романи «Хохоли» (пол. Chochoły), «Думановський» (пол. Dumanowski) та «Фуга» (пол. Fuga), дія яких відбувається в одному із старовинних краківських будинків. Ці романи єнаписані також у суміші стилів магічного реалізму та фентезі, а романи «Думановський» та «Фуга» також із елементами альтернативної історії, оскільки в романі «Думановський» описана альтернативна історія Польщі, в якій невелика частина країни. а саме ділянка Кракова, завжди залишалась незалежною державою, а в романі «Фуга» описані численні перевтілення головного героя в різні постаті на тлі реальних історичних подій. Інший роман Шостака, «Оберки до кінця світу» (пол. Oberki do końca świata), також написаний у суміші магічного реалізму та фентезі, й у ньому описується історія кількох поколінь польських сільських музикантів, професія яких у новітній час поступово стає непотрібною. Цей роман письменник написав на основі своїх чисельних поїздок польськими селами, під час яких він вивчав та записував народну музику. На основі цього роману поставлена театральна вистава у варшавському театрі «Scena Lubelska». Наступні романи Шостака дещо ближчі до реалістичної прози, хоча й у них є елементи фантастики. Зокрема, роман «Сто днів без сонця» (пол. Sto dni bez słońca) є пародією на сучасне академічне середовище та сучасну фантастичну літературу, оскільки в ній оповідається про життя молодого польського вченого, який працює в університеті на вигаданих островах Фіннеган, та займається вивченням творчості вигаданого сучасного польського письменника-фантаста. Інший роман письменника «Ворожіння зсередини» (пол. Wróżenie z wnętrzności), який вийшов друком у 2015 році, та оповідає про чоловіків, які роблять спробу втекти від оточуючого світу.
За словами письменника. він використовує у своїй творчості псевдонім не для того, щоб приховати своє ім'я, а виключно для того, щоб не змішувати свою наукову та літературну діяльність.

## Премії та нагороди
У 2005 році Віт Шостак отримав відзнаку Єврокону як кращий молодий письменник Польщі. У 2007 році письменник отримав премію імені Януша Зайделя за оповідання «Місто трун. Увертюра». У 2011 році за роман «Хохоли» Віт Шостак отримав головну нагороду премії імені Єжи Жулавського, а в 2012 році отримав золоту відзнаку премії імені Жулавського за роман «Думановський». Тричі в 2003, 2004 і 2010 роках, Віт Шостак отримував премію Шльонкфа як Творець року. Роман письменника «Сто днів без сонця» номінувався на премію Паспорт «Polityki», а роман «Фуга» номінувався на премію «Ніке».

### Романи
- Вихори Дракогір (пол. Wichry Smoczogór, 2003)
- Пошарпані грані (пол. Poszarpane granie, 2004)
- Оберки до кінця світу (пол. Oberki do końca świata, 2007)
- Хохоли (пол. Chochoły, 2010)
- Думановський (пол. Dumanowski, 2011)
- Фуга (пол. Fuga, 2012)
- Сто днів без сонця (пол. Sto dni bez słońca, 2014)
- Ворожіння зсередини (пол. Wróżenie z wnętrzności, 2015)

### Збірки оповідань
- Марудження ропухи (пол. Ględźby Ropucha, 2005)
- Загородь із зубів (пол. Zagroda zębów, 2016)